# Retrat d'un cartoixà
Retrat d'un cartoixà és una pintura a l'oli sobre taula de roure obra de Petrus Christus, pertanyent al moviment dels primitius flamencs, realitzada l'any 1446. L'obra forma part de la col·lecció de Jules Bache exposada al Metropolitan Museum of Art de Nova York.
Aquesta és una de les obres signades i datades per l'autor amb el text "PETRVS·XPI·ME·FECIT·Ao·1446", ubicat a la part baixa, en el marc simulat. Com a obra primerenca de Christus manifesta una influència de Jan van Eyck, tot i que aplica novetats com una correcta utilització de la perspectiva lineal i la incorporació d'un dels primers exemples de trompe-l'oeil.

## Dades de context

### L'autor
Petrus Christus (Baarle-Hertog, circa 1410/1415 - Bruges, 1472/1473) fou un pintor de l'escola dels primitius flamencs actiu a Bruges des de 1444. Els temes de la seva obra se situen dins de les obres religioses i profanes. Tot i ser considerat un seguidor de l'estil de Jan van Eyck no va coincidir amb ell a Bruges, ciutat on va arribar després de 1441, data de la mort del mestre.
Christus es va decantar per mantenir l'espai i el volum eyckians mentre restava importància a la continuïtat rítmica i la precisió lineal, reduint les complexitats del model Van Eyck a superfícies planes i simples. Va transformar el llenguatge dels mestres a un nivell més planer i casolà, sense actituds heroiques i assequible per aquells qui, com ell, provenien del nord, menys desenvolupat. Va deixar d'aplicar la complexa simbologia religiosa amagada en els detalls de les obres dels seus predecessors, un signe de clara modernitat.
L'autor va fer una aportació molt important amb la correcta utilització de la perspectiva lineal, amb un únic punt de fuga central, aconseguint així la representació d'un espai pictòric lògic. Va ser el primer dels primitius flamencs en utilitzar aquest tipus de perspectiva.

### Relació de l'obra amb la seva època històrica
Retrat d'un cartoixà va ser pintada a Flandes durant el segle xv. En aquesta època existeix una societat avançada, amb una economia basada en els productes tèxtils de luxe i en un comerç afavorit per l'excel·lent situació estratègica de la regió: per la zona hi passaven les grans rutes comercials terrestres que anaven des d'Itàlia i França cap a l'Atlàntic nord —Anglaterra i països nòrdics— i les rutes marítimes que anaven del mar del Nord al Cantàbric. A la burgesia flamenca li agradava el luxe i l'art, d'acord amb el desenvolupament dels seus interessos econòmics i intel·lectuals. Aquestes obres anaven destinades al propi gaudi, és a dir, eren per tenir-les i lluir-les a casa o bé a les seves capelles privades, en el que s'anomena la «pintura de devoció». Per aquest motiu es considerava que la pintura era una tècnica ideal, manejable, barata i adequada per a reflectir els gustos burgesos.

### L'estil
L'obra està realitzada dins l'estil dels primitius flamencs. L'escola flamenca de pintura va ser una de les més importants del món, des dels seus inicis al segle XV fins al segle xviii. Per distingir aquest període primerenc del segle XV es fa servir la denominació d'«Escola dels Primitius Flamencs». Aquesta escola acostumava a pintar quadres de temàtica religiosa, que tractaven com a escenes costumistes, encara que també van desenvolupar el retrat i el paisatge. Utilitzaven la tècnica a l'oli i el seu estil es caracteritzava per la minuciositat, el detall en la reproducció d'objectes, el naturalisme i l'amor al paisatge. Entre els artistes més importants d'aquesta escola destaquen Robert Campin —autor d'aquesta obra—, Jan van Eyck, Roger van der Weyden —deixeble de Campin— i Petrus Christus. A Catalunya cal citar la influència d'aquest estil en Lluís Dalmau, autor de la Mare de Déu dels Consellers després d'haver treballat al taller de Jan van Eyck.
El Retrat d'un cartoixà és una pintura a l'oli. Vasari va atribuir el descobriment d'aquesta tècnica a Jan van Eyck, tot i que posteriorment va quedar demostrat que no va ser així, ja que l'ús de l'oli com a vehicle dels pigments ja s'utilitzava en obres pictòriques del segle xiii. El que sí que és destacable és el fet que Van Eyck transformés aquesta tècnica en un procediment d'una gran perfecció emprant l'oli de llinosa amb altres dissolvents i vernissos que, aplicat en veladures, aconseguia l'assecament de les capes i facilitava les correccions.

## Anàlisi de l'obra
Retrat d'un cartoixà descriu un retrat de tres quarts d'un monjo cartoixà anònim captat de mig costat mirant directament a l'espectador. Com que el monjo està girat a la dreta mira per sobre de la seva espatlla esquerra per observar fixament l'espectador, creant així una incòmoda postura diagonal. Petrus Christus ho equilibra canviant l'eix de la cara del monjo cap a la dreta, col·locant-lo just al centre. Per modelar més l'espatlla dreta del monjo que l'esquerra, Christus va dibuixar un costat del cos més a prop de l'espectador, afegint més profunditat a l'obra. Les proporcions de la cara del monjo també s'exageren: el nas i ulls estan allargats a propòsit. L'efecte global és una silueta exagerada, una tècnica de composició que rarament es troba en els primitius flamencs.
L'esquema de llum emprat per Petrus Christus és també notable. El monjo està banyat per una llum intensa, contrastant la seva figura amb l'espai que ocupa. Mentre aquesta llum dura i rasant és típica del contemporani Jan van Eyck, l'addició de Christus d'una segona font de llum oposada darrere del monjo marca aquest retrat com a distintiu. La llum de l'esquerra sembla un reflex de dins de l'espai, però tot i així sembla que estigui venint d'una font externa, potser d'una finestra desapercebuda. El resultat és que la llum ve de dins i de fora de l'espai pictòric, i el monjo (especialment el seu hàbit) esdevé el punt d'unió de les dues, permetent a Christus emprar un espectre molt més complet i més ric de colors i ombrejant com si es tractés d'una font única d'il·luminació. Aquest esquema complex és la raó que fa que l'obra sembli tridimensional i realista.

### La mosca i eltrompe l'oeil
El Retrat d'un cartoixà incorpora un trompe-l'oeil d'una mosca a la seva cantonada inferior dreta. L'addició de trompe-l'oeil de mosques a les obres d'art es considera que va començar al segle xv, just quan Christus va començar. Els historiadors d'art estan generalment dividits entre dues interpretacions diferents del seu ús; molts consideren que la mosca té un simbolisme religiós, amb connotacions de pecat, corrupció, mort, etc. Els historiadors d'art creuen que una mosca es fa servir per a evocar tals imatges en connexió amb Belzebú, una de les representacions de Satanàs (El Senyor de les Mosques). Més recentment, els historiadors d'art estan començant a veure aquestes imatges com un distintiu professional; l'historiador d'art Felix Thürlemann que el descriu com la "representació autoconscient de la destresa pictòrica superior". Es creu que és per això que generalment la mosca apareix prop de la signatura de l'artista (la mosca apareix prop de Petrus Xdi Me Fecit, insinuant que la mosca podria ser el referent del 'me', és a dir, del creador del treball).

### Halo i restauració de 1994

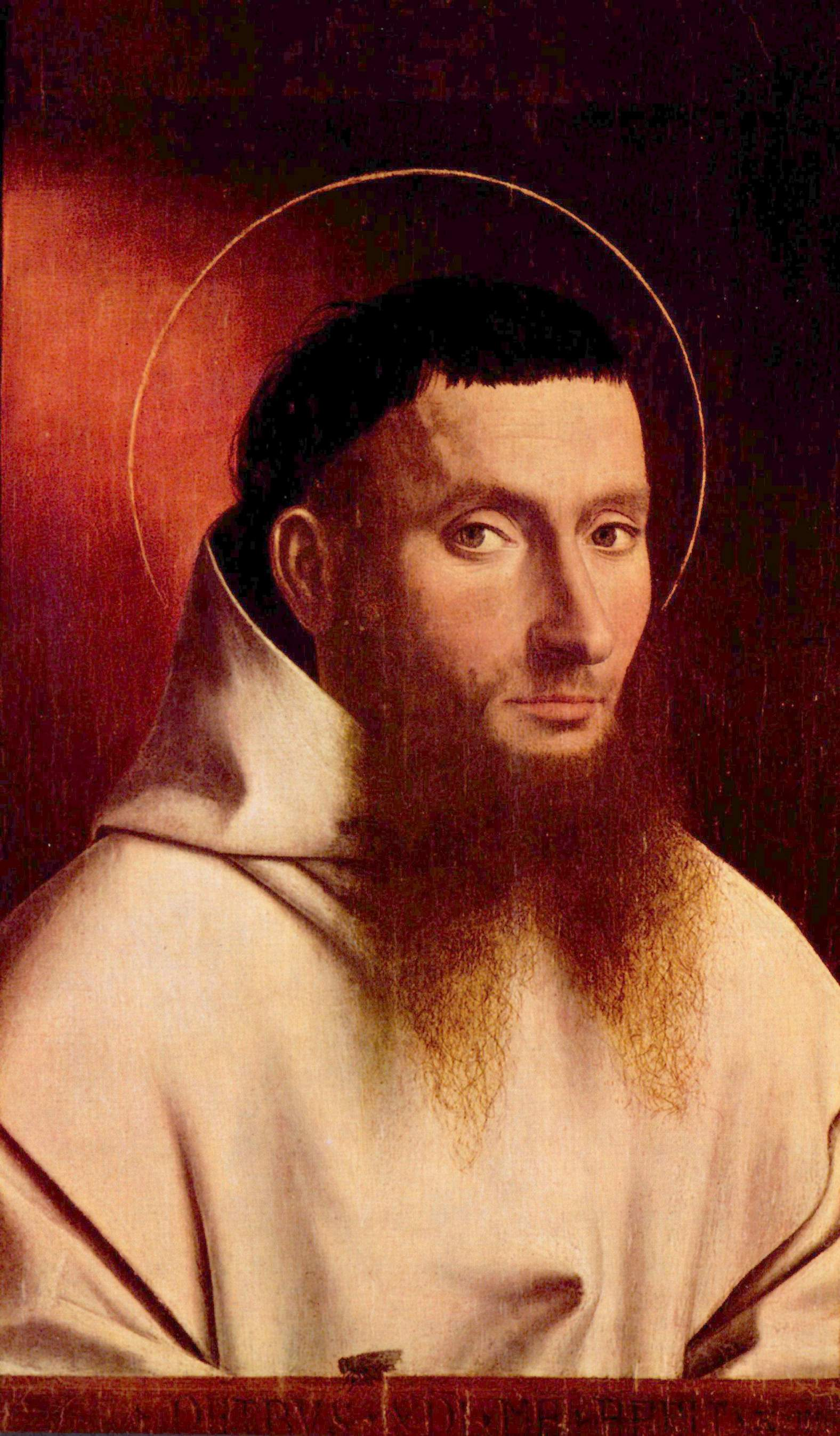
Retrat d'un cartoixà abans de la supressió de l'halo

El Retrat d'un cartoixà presentava un halo de santedat damunt el cap del monjo quan va ser adquirit pel Metropolitan Museum of Art el 1944. Tanmateix, aquests símbols són extremadament estranys a la pintura dels primitius flamencs i aquest afegit va ser molt de temps un objecte de controvèrsia des que el 1916 l'historiador Max Friedländer ho va qüestionar. A més, la identificació del personatge amb un sant cartoixà s'havia posat en dubte durant molt de temps, ja que no es coneixia cap germà cartoixà que hagués estat elevat a la santedat al sud dels Països Baixos quan el quadre va ser pintat, al voltant de l'any 1446. Actualment es creu que es tracta de Bru de Colònia (c. 1030-1101), el fundador de l'orde dels cartoixans, que va ser canonitzat el 1623, i que explicaria que un propietari posterior de la pintura va voler recollir aquest fet afegint-li l'halo.
Finalment, el 1994, durant la preparació per l'exposició del MET Petrus Christus: Mestre del Renaixement de Bruges, l'autenticitat de l'halo va ser públicament examinada per un grup d'especialistes holandesos, arribant a la conclusió que es tractava d'un afegit. L'equip va acceptar majoritàriament que l'halo probablement s'havia afegit a Espanya durant el segle xvii -imitant una tendència italiana- quan formava part de la col·lecció de Don Ramon d'Oms, virrei de Mallorca, que va vendre el treball a l'industrial americà Jules Bache el 1911. L'equip recomanava que l'halo fos tret per fer més autèntica estèticament la pintura. Christus va ser un dels primers pintors flamencs a jugar realment amb la il·lusió d'espai i llum, i l'addició de l'halo forçava l'espectador a mirar el primer pla i per això emmarcava l'espai d'una manera inapropiada a l'estil de Christus. Des de la supressió de l'halo, el Metropolitan ha seguit suprimint altres casos dubtosos en treballs de Christus, essent el cas més notable el quadre Sant Eloi al seu taller.